# Hieraaetus weiskei
Hieraaetus weiskei là một loài chim trong họ Accipitridae.